# Niklas Olsson
Niklas Olsson (* 14. September 1968 in Östersund) ist ein schwedischer Handballspieler.
Olsson spielte in der Saison 1997/98 bei IF Guif in Eskilstuna, von Oktober 1999 bis April 2000 beim Stralsunder HV und im Jahr 2002 bei IFK Kristianstad.
Mit IF Guif spielte er 1997/98 im Europapokal der Pokalsieger, mit dem Stralsunder HV in der 2. Handball-Bundesliga.